# Igreja Católica na Irlanda
A Igreja Católica na Irlanda (em irlandês:  Eaglais Chaitliceach na hÉireann) é parte da Igreja Católica universal sob a liderança espiritual do Papa e da Cúria Romana. Com 3,7 milhões de membros, é a maior denominação cristã na Irlanda, que inclui 78,3% da população de acordo com o censo de 2016. Esta porcentagem é 5% menor do que os resultados obtidos no recenseamento de 2011. O Primaz da Irlanda é o arcebispo de Armagh, e a Igreja trabalha para os católicos numa base de Toda a Irlanda, ou seja, cobrindo a República da Irlanda e a Irlanda do Norte. A Conferência dos Bispos Católicos Irlandeses é um órgão consultivo para os clérigos irlandeses.
O cristianismo existe na Irlanda desde o século V e foi trazido da Grã-Bretanha. O evangelizador mais famoso na Irlanda é São Patrício, formando o que hoje é conhecido como cristianismo céltico. Gradualmente a religião fundada por Jesus Cristo ganhou terreno e substituiu as antigas tradições pagãs. A Igreja Católica na Irlanda cita sua origem para este período e considera São Paládio como o primeiro bispo enviado aos gaélicos pelo Papa Celestino I. No entanto, durante o século XII, uma uniformidade mais rigorosa na Igreja Ocidental foi aplicada, com a estrutura diocesana introduzida no Sínodo de Ráth Breasail em 1111 e culminando com a Reforma Gregoriana que coincidiu com o invasão normanda na Irlanda.
Durante a reconquista Tudor da Irlanda, a Igreja Católica foi banida. A Coroa inglesa tentou exportar a Reforma Protestante para a Irlanda. Durante o século XVI, a identidade nacional irlandesa se articulou em torno do conceito irlandês católico. Durante vários séculos, a maioria católica irlandesa foi suprimida, mas, eventualmente, a Igreja e o Império britânico chegaram a uma "aproximação". Após a Revolta da Páscoa de 1916 e a criação do Estado Livre Irlandês, a Igreja ganhou influência social e política significativa. Nas décadas mais recentes, isso está em declínio devido à modernidade liberal.

## História

### Os gaels e o cristianismo primitivo

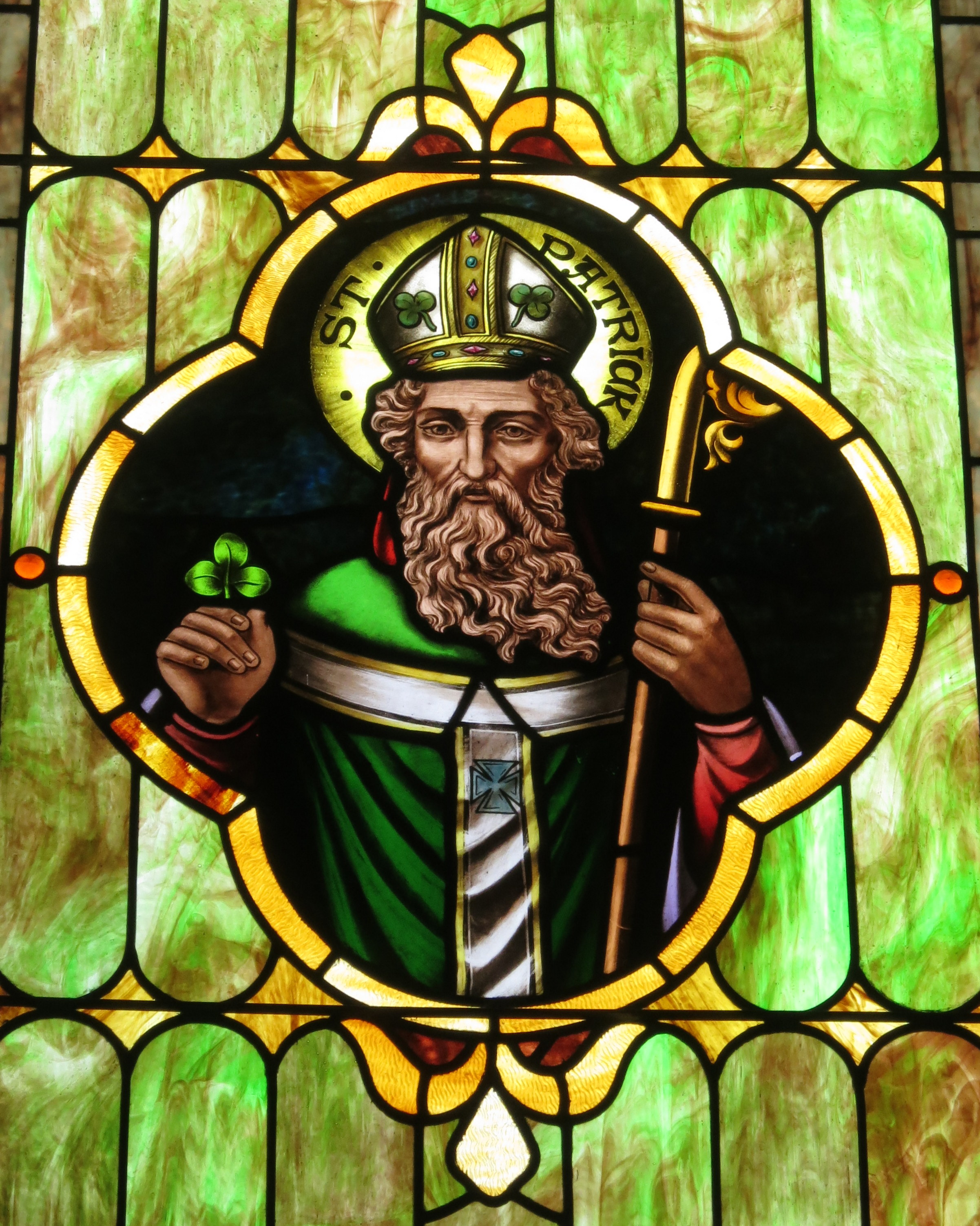
A cristianização da Irlanda ocorreu durante o século V, com as atividades missionárias de São Patrício.

O Império Romano nunca chegou a ocupar o território da Irlanda; então, quando o Édito de Milão, no ano 313, permitiu a prática do cristianismo, e então o Édito de Tessalônica, em 380, colocou-o como a religião do império, abrangendo grande parte da Europa (incluindo a província da Britânia). As tradições indo-europeias pagãs dos gaels na Irlanda permaneceram normativas. Além dessa independência em relação a Roma, a Irlanda gaélica era uma sociedade tribal altamente descentralizada, de modo que a conversão em massa para um novo sistema seria um processo longo.
Os primeiros estágios do cristianismo na Irlanda durante sua chegada, no século V, são um pouco obscuros, no entanto, figuras cristãs nativas, incluindo Ailbe, Abão, Ciarán e Declán, mais tarde venerados como santos. Eles ficavam tipicamente em Leinster e Munster. As mais antigas histórias dessas pessoas mencionam viagens para a Grã-Bretanha romana, Gália romana e até a própria Roma. Na verdade, ao Papa Celestino I é atribuído ter enviado o então bispo Paládio para evangelizar os gaels em 431, mas não viu muitos resultados. A figura mais associada à cristianização da Irlanda é São Patrício, um nobre romano-britânico, que foi capturado pelos gaels durante o fim do domínio romano na Britânia. Patrício contestou com o  druí, visando a realeza local para a conversão, e o cristianismo irlandês foi reorientado para ter Armagh como sede preeminente do poder, por ser um antigo sítio real dedicado à deusa Macha.

### Reforma gregoriana e influência normanda
Uma reforma do sistema diocesano de estilo romano desenvolveu-se lentamente após o Sínodo de Ráth Breasail em 1111. Já em 1155, o Papa Adriano IV, nascido inglês, emitiu uma bula conhecida como Laudabiliter. Isso deu a Henrique, duque da Normandi, e também conhecido como Rei Henrique II da Inglaterra, permissão para invadir a Irlanda como um meio de fortalecer o controle do Papado sobre a Igreja irlandesa, vista a influência pagã que ainda perdurava na cultura popular, mesmo séculos após a cristianização. A invasão normanda na Irlanda começou em 1169. O sucessor de Adriano IV, Papa Alexandre III, ratificou a Laudabiliter e deu ao domínio de Henrique a "nação bárbara" da Irlanda para que suas "práticas imundas" pudessem ser abolidas, a sua Igreja colocada em linha. Após a invasão normanda, um número maior de prelados nascidos no estrangeiro foi nomeado.

### Contrarreforma e Supressão

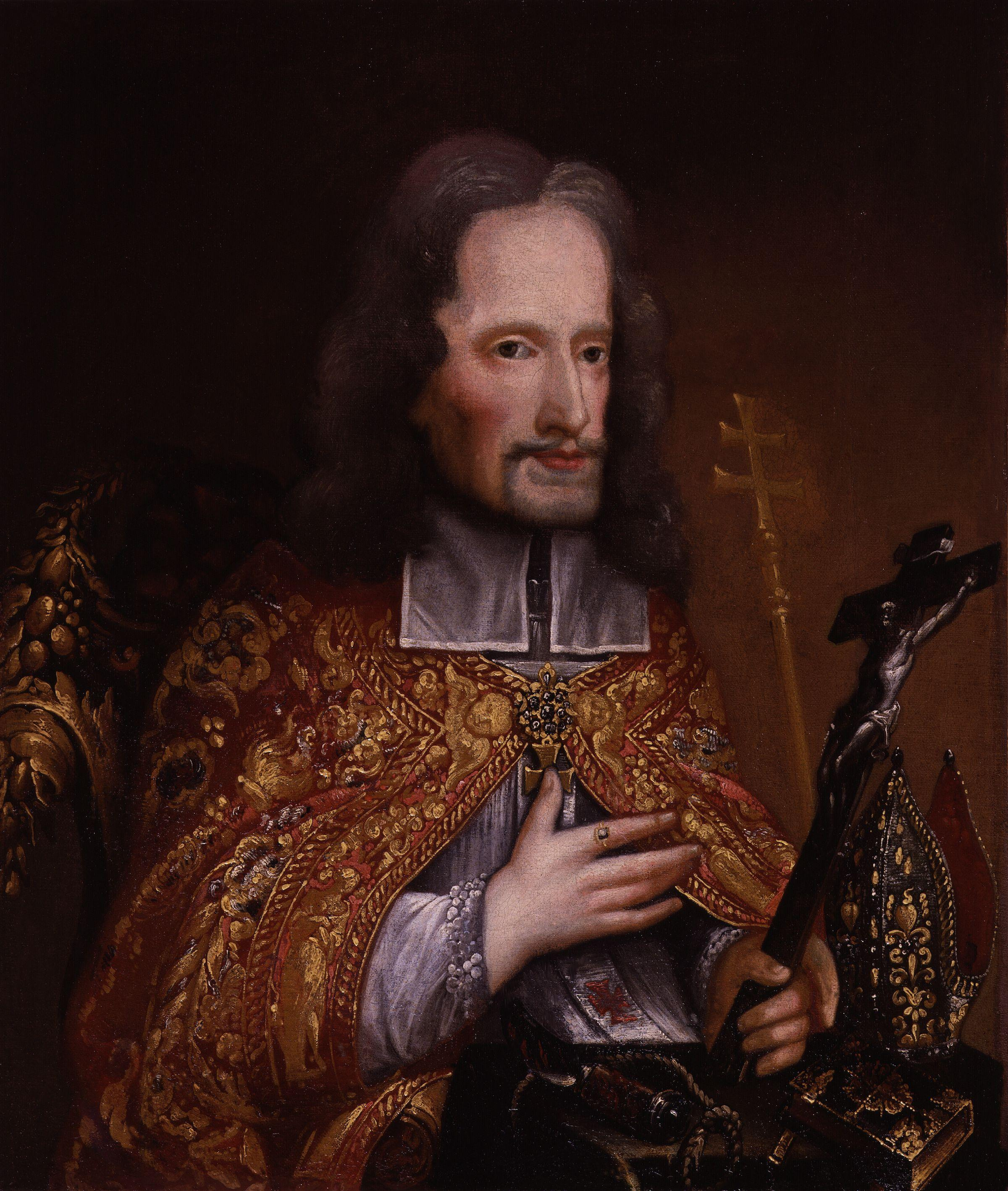
Santo Oliver Plunkett, Primaz de Toda a Irlanda, foi executado pelos ingleses durante o caso do complô papista.

Um período confuso, mas definidor, surgido durante a Reforma Inglesa no século XVI, com monarcas alternadamente a favor ou contra a supremacia papal. Após a morte da Rainha Maria em 1558, a igreja na Inglaterra e na Irlanda rompeu completamente com o papado, e exceto dois bispos da Igreja na Irlanda não seguiram essa decisão. Poucos membros do clero local levaram suas congregações adiante. O novo corpo tornou-se a religião estatal estabelecida, e a maioria das propriedades da Igreja foram tomadas pelos recém-surgidos protestantes. Isso permitiu que a Igreja da Irlanda mantivesse um grande repositório de arquitetura religiosa e outros itens religiosos, alguns dos quais foram posteriormente destruídos em futuras guerras. Uma maioria substancial da população permaneceu católica, apesar das vantagens políticas e econômicas da participação na igreja estatal. Apesar de sua minoria numérica, no entanto, a Igreja da Irlanda permaneceu como a igreja oficial do estado por quase 300 anos, até que foi desestabelecida, em 1º de janeiro de 1871, pelo Ato eclesial de 1869, aprovado pelo governo liberal de Gladstone.
O efeito do Ato de Supremacia de 1559 e da bula papal de 1570, Regnans in Excelsis, legislou que a maioria da população de ambos os reinos era governada por uma ascendência anglicana. Após a derrota do Rei Tiago II dos Três Reinos, em 1690, os Atos de Teste foram introduzidos, o que iniciou uma longa era de discriminação contra os católicos dos reinos que se recusaram a mudar de denominação.

### Entre a emancipação e a revolução

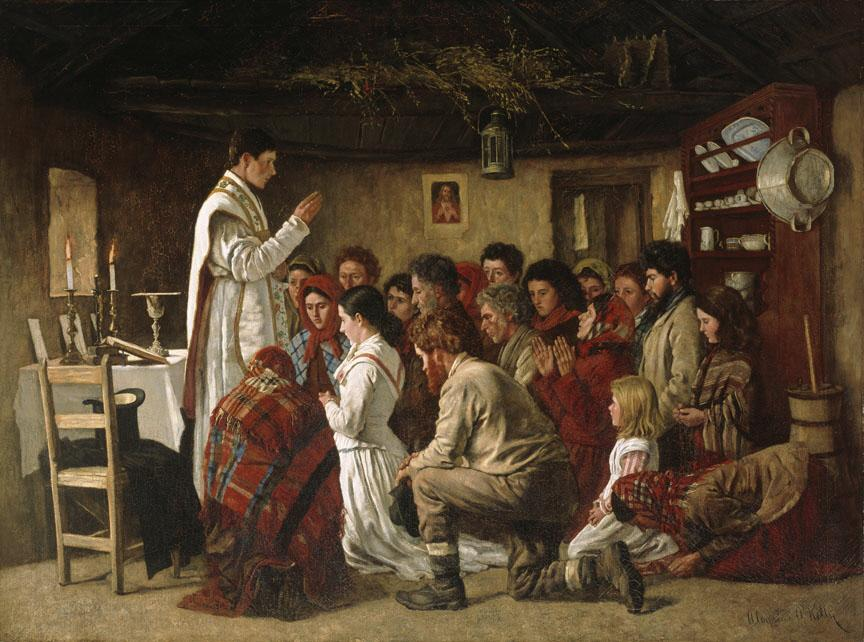
Missa em uma cabana de Connemara de Aloysius O'Kelly, 1883. O costume dos sacerdotes celebrarem a Missa secretamente nas casas das pessoas data da era das leis penais. Era especialmente comum em áreas rurais.

O lento processo de reforma de 1778 levou à Emancipação Católica em 1829. Naquela época, a Irlanda fazia parte do recém-criado Reino Unido da Grã-Bretanha e Irlanda.

### Após a partição da Irlanda
Desde que a Irlanda alcançou independência parcial do Império Britânico, a Igreja continuou a desempenhar um importante papel social e político no Estado Livre Irlandês e, logo após, na República da Irlanda. Por muitas décadas, a influência católica (juntamente com a natureza rural da sociedade irlandesa) significava que a Irlanda era capaz de defender políticas sociais orientadas para a família por mais tempo do que a maioria do Ocidente, ao contrário do estilo laissez-faire do liberalismo social dos britânicos e americanos. Esta direção cultural foi particularmente proeminente sob o governo de Éamon de Valera. Por exemplo, entre 1937 e 1995, o divórcio e as segundas uniões não foram permitidos (em linha com as visões católicas do casamento). Da mesma forma, a importação de contraceptivos, o aborto e a pornografia enfrentaram resistência; representações da mídia percebidas como prejudiciais à moralidade pública também foram combatidas pelos católicos. Além disso, a Igreja controlava largamente os hospitais e escolas do Estado e continuava sendo o maior provedor de muitos outros serviços sociais à sociedade irlandesa.
Com a partição da Irlanda em 1922, 92,6% da população do sul eram católicos, enquanto 7,4% eram protestantes. A população anglicana e protestante havia caído pela metade, principalmente devido à emigração nos primeiros anos da independência da Irlanda. Alguns protestantes eram leais ao Império Britânico e não desejavam viver no estado soberano da Irlanda. A política da Igreja Católica de ne temere, segundo a qual os filhos de casamentos entre católicos e protestantes tinham que ser educados como católicos, também ajudaram a defender a hegemonia católica.
Em ambas as partes da Irlanda, a política e a prática da Igreja mudaram marcadamente após as reformas do Concílio Vaticano II de 1962. Provavelmente a maior mudança foi que Missa podia ser celebrada na língua vernácula, em vez de latim, e em 1981 a Igreja encomendou sua primeira edição da Bíblia em irlandesa, embora a Igreja utilize predominantemente o inglês. O arcebispo John Charles McQuaid estava preocupado com a introdução de uma liturgia inglesa e revisões ecumênicas, considerando-a ofensiva às sensibilidades católicas; ele desejava manter a liturgia em latim, ao mesmo tempo em que oferecia o irlandês como vernáculo (ele promoveu uma provisão da língua irlandesa maior do que outros bispos).
Desde que o tigre celta e o avanço do globalismo anglocêntrico na Irlanda, o catolicismo tem sido um dos elementos tradicionais da Irlanda em declínio; particularmente em áreas urbanas. Menos de um em cada cinco católicos vão à missa em qualquer domingo em Dublin, com muitos jovens mantendo apenas um interesse marginal na religião, disse em maio de 2011 o arcebispo de Dublin, Diarmuid Martin. De acordo com uma pesquisa do centro Ipsos MRBI encomendada pelo Irish Times, a maioria dos católicos irlandeses não vai à missa semanalmente, com quase 62% rejeitando partes fundamentais do catolicismo, como a transubstanciação.

## Irlanda do Norte
O Ato do Governo da Irlanda de 1920 atuou como a constituição da Irlanda do Norte, na qual foi consagrada a liberdade religiosa para todos os cidadãos da Irlanda do Norte.
Lá, os católicos formam uma minoria de cerca de 35% da população, que em sua maioria apoiava o nacionalismo irlandês e, portanto, se opunha historicamente à criação da Irlanda do Norte.
No início, o conselho das escolas católicas resistiu em aceitar o papel do governo da Irlanda do Norte, e inicialmente aceitou o financiamento apenas do governo do Estado Livre da Irlanda e não admitiu inspetores escolares. Foi assim que a Comissão de Robert Lynn apresentou um relatório ao governo, do qual uma Lei de Educação foi criada para atualizar o sistema educacional na Irlanda do Norte, sem qualquer cooperação da seção católica na educação. Em vez disso, no que diz respeito às escolas católicas, o relatório contou com a orientação de um católico que se tornaria o Secretário Permanente do Ministro da Educação— Andrew Bonaparte-Wyse
Esperamos que, não obstante a desvantagem em que fomos colocados por esta ação, veremos que os interesses católicos não se afetaram. Durante todo o tempo, temos tido o cuidado de manter em mente e de considerar os pontos de vista particulares dos católicos em relação à educação até então conhecida, e tem sido nosso desejo abster-nos tanto quanto pudemos de recomendar qualquer curso. que pode ser considerado contrário aos seus desejos.— Comissão de Lynn, 1923
Muitos comentaristas sugeriram que os sistemas educacionais separados da Irlanda do Norte, após 1921, prolongaram as divisões sectárias nessa comunidade. Casos de gerrymandering e preferência em serviços públicos dispensados aos protestantes levaram à necessidade de criação da Associação dos Direitos Civis da Irlanda do Norte, em 1967. Isso foi uma resposta à contínua discriminação contra os católicos na Irlanda do Norte.

## Organização

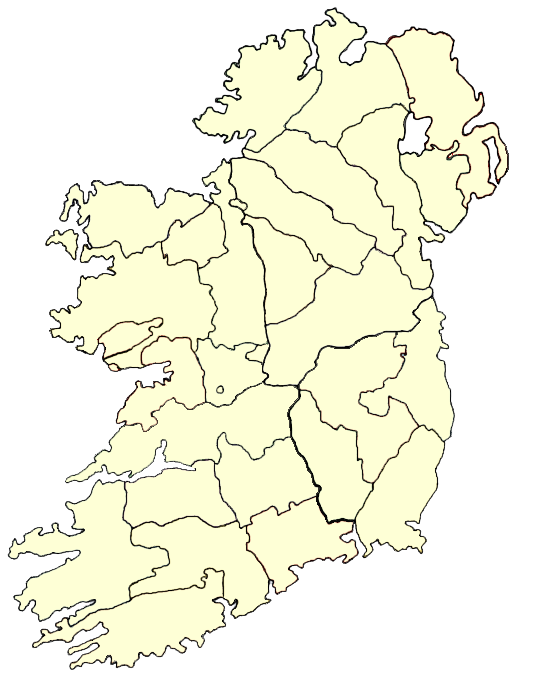
Dioceses católicas na Ilha da Irlanda

A Igreja está organizada em quatro províncias eclesiásticas. Embora estas possam ter coincidido com as províncias civis contemporâneas ou pequenos reinos do século XII, elas não estão agora de acordo com as modernas divisões provinciais civis. A igreja é liderada por quatro arcebispos e vinte e três bispos; no entanto, como houve amalgamações e absorções, há mais de 27 dioceses]]. Existem 1087 paróquias, algumas das quais são governadas por administradores, o restante pelos párocos. Existem cerca de 3000 clérigos seculares – padres paroquiais, administradores, curadores e professores em faculdades. A Associação de Sacerdotes Católicos é uma associação voluntária do clero na Irlanda que afirma ter 800 membros.
Há também muitas ordens religiosas, que incluem: agostinianos, capuchinhos, carmelitas, Congregação do Espírito Santo, dominicanos, franciscanos, jesuítas, maristas, Missionárias da Caridade, passionistas, redentoristas, e vicentinos. O número total do clero regular é de cerca de 700. Eles estão empenhados no ensino ou na missão missionária, mas não no governo das paróquias.
Duas sociedades de padres foram fundadas na Irlanda: a Sociedade de São Patrício pelas Missões Estrangeiras, com sede no Condado de Wicklow e a Sociedade Missionária de São Columbano, sediada no Condado de Meath.

### Grupos afiliados
Além de numerosos institutos religiosos como os dominicanos, há muitos grupos mais focados em ações em conjunto com os leigos na Irlanda, tais como:
- Sociedade de São Vicente de Paulo (1844)
- Ordem Antiga de Hibernians (década de 1890)
- Cavaleiros de Columbano (1915)
- Legião de Maria (1921)

Outras organizações com filiais irlandesas:
- Ordem Militar Soberana de Malta
- Ordem do Santo Sepulcro

### Atividade missionária
Nos anos em torno da Grande Fome na Irlanda, a Igreja Católica estava fazendo muito trabalho para evangelizar outras nações do mundo. Como conseqüência da fome, o Movimento da Missão Paroquial começou, o que levaria a uma observância mais rigorosa do catolicismo na Irlanda, bem como a pressão para a reforma da saúde e educação, que mais tarde seria expandida para o trabalho missionário no exterior.
Inicialmente inspirado em grande parte pelo Cardeal Newman para converter os povos das colônias do Império Britânico, depois de 1922 a igreja continuou a trabalhar em saúde e educação no que é agora o Terceiro Mundo através de seus corpos como Trócaire. Juntamente com a diáspora irlandesa católica em países como os EUA e a Austrália, levou à criação de uma rede mundial, embora afetada pela queda do número de padres.

## Estatísticas
No censo irlandês de 2016, 78,3% da população se identificava como católica na República da Irlanda; somando aproximadamente 3,7 milhões de pessoas. Este é um declínio significativo em relação aos 84,2% que se identificaram como católicos no censo de 2011.

## Sociedade

### Política
Na Irlanda, a igreja tem influência significativa na opinião pública. A introdução da Lei de Educação Irlandesa (1831) de Lord Stanley coloca a educação primária irlandesa sob a responsabilidade dela. Foi associado ao movimento do Jacobitismo até 1766, e com a Emancipação Católica até 1829. A igreja ressurgiu entre 1829 e o desestabelecimento da Igreja da Irlanda, entre 1869 e 1871, quando seus líderes mais significativos incluíam o bispo James Doyle, Cardeal Cullen e o arcebispo MacHale. A relação com o nacionalismo irlandês era complexa; a maioria dos bispos e alto clero apoiou o Império Britânico, mas um número considerável de padres locais era mais compreensivo com a independência da Irlanda. Enquanto a hierarquia da Igreja estava disposta a trabalhar com o nacionalismo irlandês parlamentar, era principalmente crítico do "fenianismo" – isto é o republicanismo irlandês. Isso continuou até que ficou claro que o lado britânico estava perdendo, então a Igreja mudou parcialmente de lado. Apoiou o Tratado Anglo-Irlandês e o lado contrário ao tratado sobre a Guerra Civil Irlandesa. Apesar disso, alguns protestantes na Irlanda afirmaram que se opunham ao autogoverno irlandês, porque resultaria em "Regra de Roma" em vez de uma regra nacional, e isso se tornou um elemento (ou uma desculpa para) a criação da Irlanda do Norte.
A igreja continuou a ter grande influência na Irlanda. A Constituição de 1937 de Éamon de Valera, ao conceder a liberdade religiosa, reconheceu a "posição especial da Santa Igreja Católica Apostólica e Romana". Os principais eventos populares da igreja que participaram do mundo político incluíram o Congresso Eucarístico em 1932 e a visita do Papa em 1979. O último prelado com fortes interesses sociais e políticos foi o arcebispo McQuaid, que se aposentou em 1972.
Foi confirmado que o Papa Francisco visitará a Irlanda, mediante convite estendido à Sumo Pontífice pelos bispos católicos da Irlanda para visitar o país em agosto de 2018 para o Encontro Mundial das Famílias.

### Educação
Após a independência, em 1922, a Igreja tornou-se mais envolvida na saúde e educação, arrecadando dinheiro e administrando instituições que eram providas de institutos religiosos católicos, pagos em grande parte pela intervenção do governo, doações públicas e heranças. Seu principal efeito político foi continuar a ganhar poder nas escolas primárias nacionais, onde o proselitismo religioso na educação era um elemento importante. A hierarquia opunha-se ao serviço de escolas secundárias públicas gratuitas, introduzido em 1968 por Donogh O'Malley, em parte porque eles administravam quase todas essas escolas. Os fortes esforços da igreja desde a década de 1830 para continuar no controle da educação católica foram principalmente um esforço para garantir uma fonte contínua de candidatos ao sacerdócio, já que eles teriam anos de treinamento antes de entrar em um seminário.
À medida que a sociedade irlandesa se tornou mais diversificada e secular, o controle católico sobre a educação primária tornou-se controverso, especialmente no que diz respeito à preferência dada aos católicos batizados quando as escolas estão com falta de vagas. Praticamente todas as escolas primárias financiadas pelo estado – quase 97% – estão sob o controle da igreja. Devido a isso muitos consideram injusta a contestação, já que parte dos recursos e da mão-de-obra é fornecida pela própria Igreja. A lei irlandesa permite que as escolas sob controle da igreja considerem a religião como o principal fator nas admissões. As escolas com excesso de matrículas muitas vezes optam por admitir católicos sobre os não-católicos, uma situação que criou dificuldades para as famílias não-católicas. O Comitê das Nações Unidas para os Direitos da Criança em Genebra pediu que o ministro da infância da Irlanda, James Reilly, explicasse a continuação do acesso preferencial às escolas financiadas pelo Estado com base na religião. Ele disse que as leis provavelmente precisavam mudar, mas observou que pode tomar um referendo porque a Constituição irlandesa dá proteção às instituições religiosas. A questão é mais problemática na área de Dublin. Uma petição iniciada por um advogado de Dublin, Paddy Monahan, recebeu quase 20.000 assinaturas em favor de anular a preferência dada a crianças católicas. Um grupo de defesa formado recentemente, Education Equality, está planejando um desafio legal.

### Saúde
A partir de 1930, os hospitais eram financiados por um sorteio com tíquetes frequentemente distribuídos ou vendidos por freiras ou padres. Em 1950, a Igreja se opôs ao Esquema de Mãe e Filho.
Muitos hospitais na Irlanda são administrados por institutos religiosos católicos. Por exemplo, o Hospital Universitário Mater Misericordiae, em Dublin é administrado pelas Irmãs da Misericórdia. Em 2005, o hospital adiou a experimentação de um remédio contra o câncer de pulmão, porque as pacientes do sexo feminino no estudo seriam obrigadas a praticar a contracepção, prática contrária ao ensino católico. O Hospital respondeu que sua objeção era de que algumas empresas farmacêuticas determinaram que as mulheres em idade fértil usem contraceptivos durante os testes com medicamentos: "O hospital disse que estava comprometido em atender todos os seus requisitos legais em relação aos medicamentos, ensaios clínicos e, ao mesmo tempo, defender os princípios e a ética da missão do hospital, e que indivíduos e casais têm o direito de decidir sobre como evitar a gravidez".

### Moral pública
O divórcio com permissão para um novo casamento foi proibido em 1924 (embora ocorresse raramente), e a venda de contraceptivos artificiais foi considerada ilegal. A influência da Igreja caiu um pouco depois de 1970, impactada em parte pela mídia e pelo crescente movimento feminista, bem como pela revolução sexual. Por exemplo, a Lei de Planejamento Familiar de 1979 mostrou a capacidade da Igreja Católica de influenciar o governo a comprometer a contracepção artificial, embora a Igreja não tenha sido capaz para obter o resultado que queria – a contracepção agora podia ser adquirida, mas apenas com uma receita de um médico e fornecida apenas por químicos registrados. Uma Emenda de 1983 à constituição irlandesa introduziu a proibição constitucional do aborto, que a Igreja apoiou, embora o aborto por razões sociais já tivesse sido ilegal sob a lei estatutária. No entanto, a Igreja não conseguiu influenciar a remoção da proibição do divórcio em junho de 1996. Enquanto a Igreja se opunha ao divórcio que permitia o novo casamento na lei civil, o direito canônico permitia uma lei de nulidade e um divórcio limitado ' a mensa et thoro. A lista de livros proibidos pelo Estado irlandês era influenciada por livros que a Igreja considerava contrários à sua fé.
Apesar das objeções da hierarquia católica, os eleitores na Irlanda aprovaram um referendo para legalizar o casamento homossexual na República da Irlanda em 2015. Em setembro de 2010, uma pesquisa do Irish Times e da Behavior Attitudes feita com 1.006 pessoas mostrou que 67% dos irlandeses achavam que casais do mesmo sexo deveriam se casar. Essa maioria se estendeu a todos os grupos etários, com exceção dos maiores de 65 anos, enquanto 66% dos católicos eram a favor do casamento entre pessoas do mesmo sexo. Apenas 25% discordavam que casais do mesmo sexo deveriam ter permissão para se casar. Essa oposição estava concentrada entre as pessoas mais velhas e dos moradores de áreas rurais. Em termos de adoção de crianças por casais do mesmo sexo, 46% apoiaram e 38% se opuseram. No entanto, a maioria das mulheres, de 18 a 44 anos, e os moradores urbanos apoiaram a ideia. A pesquisa também mostrou que 91% das pessoas não rebaixariam alguém que se assumisse homossexual, enquanto 60% sentiram que a recente legislação de união civil não foi um ataque ao casamento.
A censura feita pelo governo os tempos de guerra era rigorosa e incluía a igreja; quando os bispos falavam sobre os aspectos da guerra, foram censurados e tratados "sem mais cerimônia do que qualquer outro cidadão". Enquanto declarações e cartas pastorais emitidas do púlpito não sofriam interferências, a citação deles na imprensa estava sujeita a censura.

## Tradições populares
Juntamente com a própria igreja, muitas tradições devocionais irlandesas continuaram por séculos como parte da cultura local da igreja. Uma dessas tradições, ininterrupta desde os tempos antigos, é a de peregrinações anuais a locais sagrados cristãos celtas, como o Purgatório de São Patrício e o Croagh Patrick. A ênfase particular na mortificação e nas oferendas de sacrifícios e orações pelas benditas almas do Purgatório é outra prática cultural forte e de longa data. As orações leoninas eram feitas no final da missa baixa. Também são comuns padrões devocionais e procissões em honra aos santos locais. A devoção à Virgem Maria é um elemento centrado no Santuário de Knock, devido a uma aparição comprovada da Virgem em 1879. As festas e devoções católicas, como a Imaculada Conceição (1854) e o Sagrado Coração de Jesus (1642), e os conceitos de martirológios são elementos muito proeminentes. O respeito pela mortificação da carne levou à  veneração de Matt Talbot e do Padre Pio.

## Nunciatura Apostólica
A nunciatura apostólica de Dublin foi erigida em 27 de novembro de 1929 com o breve apostólico De Romanorum Pontificum do Papa Pio XI. O atual núncio apostólico no país é Jude Thaddeus Okolo, desde 13 de maio de 2017.

## Conferência Episcopal
A Conferência dos Bispos Católicos Irlandeses inclui bispos de toda a ilha da Irlanda, tanto da República da Irlanda como da Irlanda do Norte. O atual presidente é Eamon Martin, desde 8 de setembro de 2014.